# Szałas (Kielce)
Pour les articles homonymes, voir Szałas.
Szałas est une localité polonaise de la gmina de Zagnańsk, située dans le powiat de Kielce en voïvodie de Sainte-Croix.